# 弗蘭基夫卡 (揚皮爾區)
48°15′11″N 28°22′2″E / 48.25306°N 28.36722°E
弗蘭基夫卡（烏克蘭語：Франківка），是烏克蘭的村落，位於該國西南部文尼察州，由莫希利夫-波季利斯基區負責管轄，始建於1800年，面積0.3平方公里，海拔高度146米，2001年人口65，人口密度每平方公里216.67人。